# Montot-sur-Rognon
Montot-sur-Rognon es una comuna francesa situada en el departamento de Alto Marne, en la región de Gran Este.

## Demografía
| 147 | 146 | 133 | 128 | 115 | 115 | 125 |
| Para los censos de 1962 a 1999 la población legal corresponde a la población sin duplicidades (Fuente: INSEE [Consultar]) |     |     |     |     |     |     |